# Lac proglaciaire Baltique

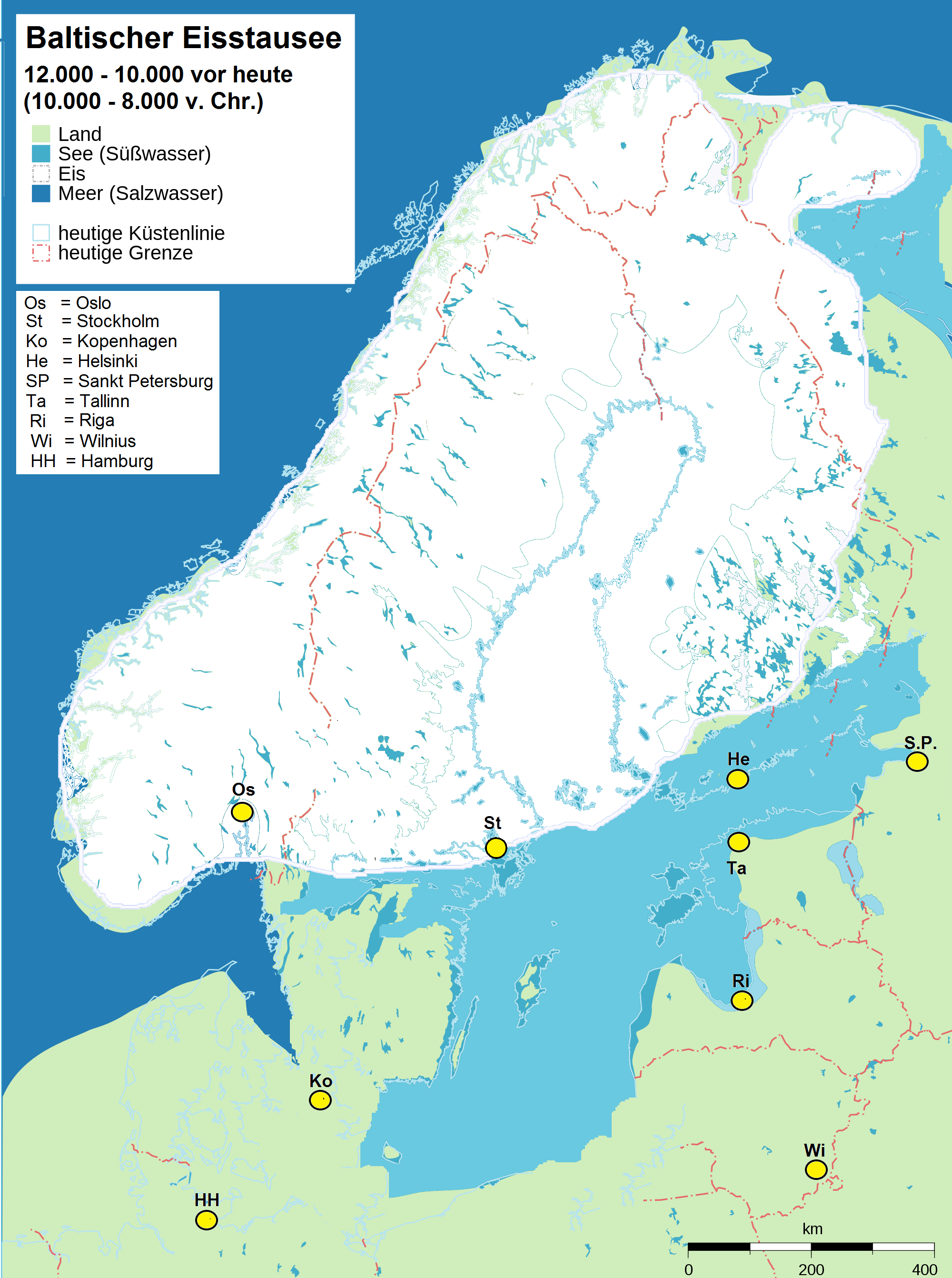
Le lac proglaciaire Baltique il y a environ 10000 à 12000 ans

Le lac proglaciaire Baltique est le premier stade d'évolution de l'actuelle mer Baltique durant la fonte de l'inlandsis qui recouvrait la Scandinavie à la fin de la glaciation vistulienne, à partir d'il y a environ 14 500 ans. Il s'agit d'un lac proglaciaire dont l'émissaire rejoint l'océan Atlantique via l'Øresund. Il y a environ 12 800 ans, le niveau du lac baisse subitement, indiquant qu'un nouvel émissaire s'est développé, à une altitude plus basse, probablement au niveau de la dépression centrale suédoise. Le Sud suédois est alors connecté au continent, ce qui facilite l'arrivée des plantes et animaux (en particulier les humains). Après la pause durant le dryas récent, la fonte de l'inlandsis reprend et le lac et l'océan finissent par avoir le même niveau il y a environ 10 000 ans, ce qui conduit à une entrée des eaux salées de l'océan, marquant la fin du lac proglaciaire et le début de la mer de Yoldia. 

## Sources
- (sv) « Östersjöns historia, del 1 : Baltiska Issjön », sur Havsutsikt
- (sv) « Östersjön - Utvecklingshistoria », sur Nationalencyklopedin